# Frunda György
Frunda György (Marosvásárhely, 1951. július 22. –)  erdélyi magyar politikus, ügyvéd, közéleti szereplő.

## Tanulmányok
- Alexandru Papiu Ilarian Líceum, Marosvásárhely[1] (1966–1970)
- kolozsvári Babeș–Bolyai Tudományegyetem, Jogtudományi Fakultás (1970–1974)
- Salzburgi Szeminárium, posztgraduális képzés (1991)

## Szakmai tevékenység
1989 előtt: 
- ügyvéd, a marosvásárhelyi Ügyvédi Munkaközösség tagja (1975–1995)

1989 után:
- magán ügyvédi iroda Marosvásárhelyen (1996. január 1.)
- szakterület: polgár-, család-, kereskedelmi-, alkotmány-, ember- és kisebbségjog

Politikai tevékenység:
- RMDSZ-tag (1990?)
- RMDSZ parlamenti képviselője, Maros megye (1990–1992)
- Román Parlament Alkotmányszerkesztő Bizottság, titkár (1990–1992)
- Jogi bizottság (1990–1992)
- RMDSZ szenátor, Maros megye (1992-1996, 1996-2000, 2000–)
- Jogi bizottság, alelnök (1992–1996)
- az Európai Tanács Közgyűlése román küldöttségének tagja (1992–1996),
- az Európa Tanács Jogi Bizottságának és az Európai Néppárt Csoport tagja (1992–1996),
- az Európai Tanács Közgyűlése Jogi Bizottságának kinevezett litvániai raportőre (1992–1996)
- az RMDSZ államelnök-jelöltje, negyedik hely, 6,2 százalék (1996)
- Jogi bizottság, titkár (1996–2000)
- az Európai Tanács Közgyűlése román küldöttségének tagja (1996–2000)
- Európai Tanács Jogi- és Emberjogi Bizottsága, alelnök (1999 január)
- az RMDSZ államelnök-jelöltje, ötödik hely, 6,21 százalék (2000)
- RMDSZ szenátor, Maros megye, a szenátus jogi bizottságának elnöke (2000?)

## Kitüntetések, titulusok, tisztségek
- a Román Parlamentbe akkreditált újságírók megválasztják az Év Szenátorának (1994)
- a bukaresti V.I.P. hetilap megválasztja az Év Politikusának (1996)
- a magyarországi Szféra kulturális szolgáltató intézmény a Szféra Glóbusz díjjal tüntette ki (1997)
- A Magyar Köztársasági Érdemrend nagykeresztje (2004)

## Tanulmányok
- A nemzeti kisebbségek elvárásai az új román alkotmánnyal szemben, Bukarest, nemzetközi szeminárium (1991 november)
- A román Alkotmányszerkesztő Bizottságának munkálatai, A nemzeti kisebbségek jogai a nemzetközi egyezményekben és a román alkotmányban. Párhuzamok és konklúziók, Chicago-i Egyetem
- A nemzetközi egyezmények és a román törvények közötti szakadék a nemzeti kisebbségek jogait illetően. A kisebbségek jogainak alkalmazása, Marosvásárhely (1992 október)
- Elnökválasztási program, Marosvásárhely (1996)
- Kisebbségi jog, többségi nemzetfélelem, Bukarest, Elena Stefoiu (1997 június)

## Előadások
- a román kisebbségek jogi helyzetéről – az EBEÉ 1991 februári velencei illetve az 1991 májusi madridi ülései
- a chicagói Jogi Egyetemen (1991 október)
- a New York-i Jogi Egyetemen (1991 november)
- a Bajor Parlamentben (1991 november)
- a londoni Future of Europe Trust Alapítványnál (1991 november)
- Stockholmban (1996 október)
- a szervezett bűnözés és terrorizmus elleni harcról Közép- és Kelet Európában